# Trifurcula aurella
Trifurcula aurella là một loài bướm đêm thuộc họ Nepticulidae. Nó được tìm thấy ở Pháp, Ý, Croatia và Hy Lạp.
Sải cánh dài khoảng 7 mm.